# Neoscleropogon emerginatus
Neoscleropogon emerginatus là một loài ruồi trong họ Asilidae. Neoscleropogon emerginatus được Hardy miêu tả năm 1928. Loài này phân bố ở miền Australasia.